# William Haggard
Pour les articles homonymes, voir Haggard (homonymie).
William Haggard, né le 11 août 1907 à Croydon en Angleterre et mort le 27 octobre 1993 à Frinton-on-Sea, est un romancier britannique, auteur de roman d'espionnage.

## Biographie
William Haggard fait des études au collège Christ Church (Oxford). Il sert dans l'état-major de l'Armée de l'Inde de 1939 à 1946, passant au grade de lieutenant-colonel.
En 1958, il crée le personnage du colonel Charles Russell, membre du fictif Security Executive. Avec deux des romans de cette série, The High Wire et The Hard Sell, il est nommé pour le Gold Dagger Award en 1963 et 1965. 
Il est membre du Detection Club.

## Œuvre

### Romans

#### SérieColonel Charles Russell
- Slow Burner (1958)
- Venetian Blind (1959)
- The Arena (1961)
- The Unquiet Sleep (1962)
- The High Wire (1963)
- The Antagonists (1964)
  - Achetez-le ou tuez-le !, Fayard, coll. « L'Aventure criminelle » no 183 (1964)
- The Hard Sell (1965)
- The Powder Barrel (1965)
- The Power House (1966)
- The Conspirators (1967)
- A Cool Day for Killing (1968)
- The Hardliners (1970)
- The Bitter Harvest (1971) (autre titre Too Many Enemies)
- The Old Masters (1973) (autre titre The Notch on the Knife)
- The Scorpion's Tail (1975)
- Yesterday's Enemy (1976)
- The Poison People (1977)
- Visa to Limbo (1978)
- The Median Line (1979)
- The Money Men (1981)
- The Heirloom (1983)
- The Need To Know (1984)
- The Meritocrats (1985)
- The Vendettists (1990)

#### SériePaul Martiny
- The Protectors (1972)
- The Kinsmen (1974)

#### SérieWilliam Wilberforce Smith
- The Mischief Makers (1982)
- The Martello Tower (1986)
- The Diplomatist (1987)

#### Autres romans
- The Telemann Touch (1958)
- Closed Circuit (1960)
- The Doubtful Disciple (1969)
- The Expatriates (1989)

## Prix et distinctions

### Nominations
- Gold Dagger Award 1963 pour The High Wire[1]
- Gold Dagger Award 1965 pour The Hard Sell[1]